# Fristelsen
Fristelsen er en dansk film fra 1930 og den blev instrueret af Herman Erasmi Sørensen.

## Medvirkende
- Musse Scheel som Haralds mor, vaskekone
- Volmer Gyth som Harald, lærling hos købmanden
- Kaj Møller som Købmanden
- Fru Just som Købmandens kone
- Clara Møller som Pigen på gaden
- Knud Olsen som Dommer
- Zittadini som Anklageren
- Stig Møller som Betjenten
- Helge Wandel som Forsvareren
- C.J. Høyers som Repræsentanten